# Sevensmolen (Pelt)
De Sevensmolen is een windmolen in de Belgische gemeente Pelt. De molen is gelegen op het hoogste punt van de deelgemeente Overpelt in het park Heesakkerheide. Het is een standaardmolen.

## Geschiedenis
De molen werd gebouwd in 1745 in Helchteren. In 1853 werd hij verplaatst naar het centrum van Overpelt. Plaatselijke boeren lieten er nog tot einde jaren 1950 hun graan malen. In 1962 kocht de gemeente de molen aan en liet hem twee jaar later overbrengen naar het nieuwe park Heesakkerheide. Er volgden restauraties in 1964 en 1989. De maalvaardige molen wordt in werking gehouden door de vzw Levende Molens Noord-Limburg.
In 1994 werd de molen beschermd als monument en de omgeving als dorpsgezicht.

## Straatnaam
De huidige Windmolenstraat in Overpelt dankt zijn naam aan de Sevensmolen. De molen stond op de hoek van de huidige Kloosterstraat en Windmolenstraat op 300 m van de dorpskerk.